# Shin-Nagata (métro municipal de Kobe)
Shin-Nagata (新長田駅, Shin-Nagata-eki) est une station du métro municipal de Kobe localisée dans l'arrondissement Nagata de Kobe, dans la préfecture de Hyōgo. Elle est exploitée par le Bureau des transports municipaux de Kobe.

## Situation sur le réseau
La station de Shin-Nagata est située au point kilométrique (PK) 7,6 de la ligne Seishin-Yamate et au PK 7,9 de la ligne Kaigan.
La station est le terminus de la ligne Kaigan et une station d’arrêt de la ligne Seishin-Yamate. Bien que le nom de la ligne soit Seishin-Yamate, officiellement entre les stations de Shin-Nagata et Sannomiya, elle porte le nom de ligne Yamate et entre Shin-Nagata et Myōdani, la ligne porte le nom de Seishin.

## Histoire
Le 13 mars 1977, la station de métro de Shin-Nagata est inaugurée et devient un point de départ sur la ligne Seishin. Quelques années plus tard, en 1983, elle devient une station de passage sur la ligne Yamate. Comme pour la gare JR, la station est fermée à cause du tremblement de terre. Bien que le 16 février 1995, la circulation reprend sur les lignes Seishin et Yamate, la station reste toujours fermée et le métro passe la gare sans s’arrêter. La gare rouvrira un mois plus tard, le 16 mars. En 2001, la nouvelle ligne Kaigan est inaugurée et l'utilisation de Seishin-Yamate pour désignée comme une seule lignes,  les lignes continue de Seishin et Yamate apparait. En 2010, une sculpture géante temporaire de Tetsujin 28-gō apparait sur la place de la gare qu'elle est nommé surnommée "gare subsidiaire de Tetsujin 28 gō".
En 2014, la fréquentation journalière de la station était de  29 630 personnes
| 2010   | 2011   | 2012   | 2013   | 2014   |
| 29 218 | 28 725 | 28 459 | 29 332 | 29 630 |

## Services aux voyageurs

### Accès et accueil
La carte ICOCA est possible pour l’accès aux portillon d’accès aux quais.

Installations et desserte
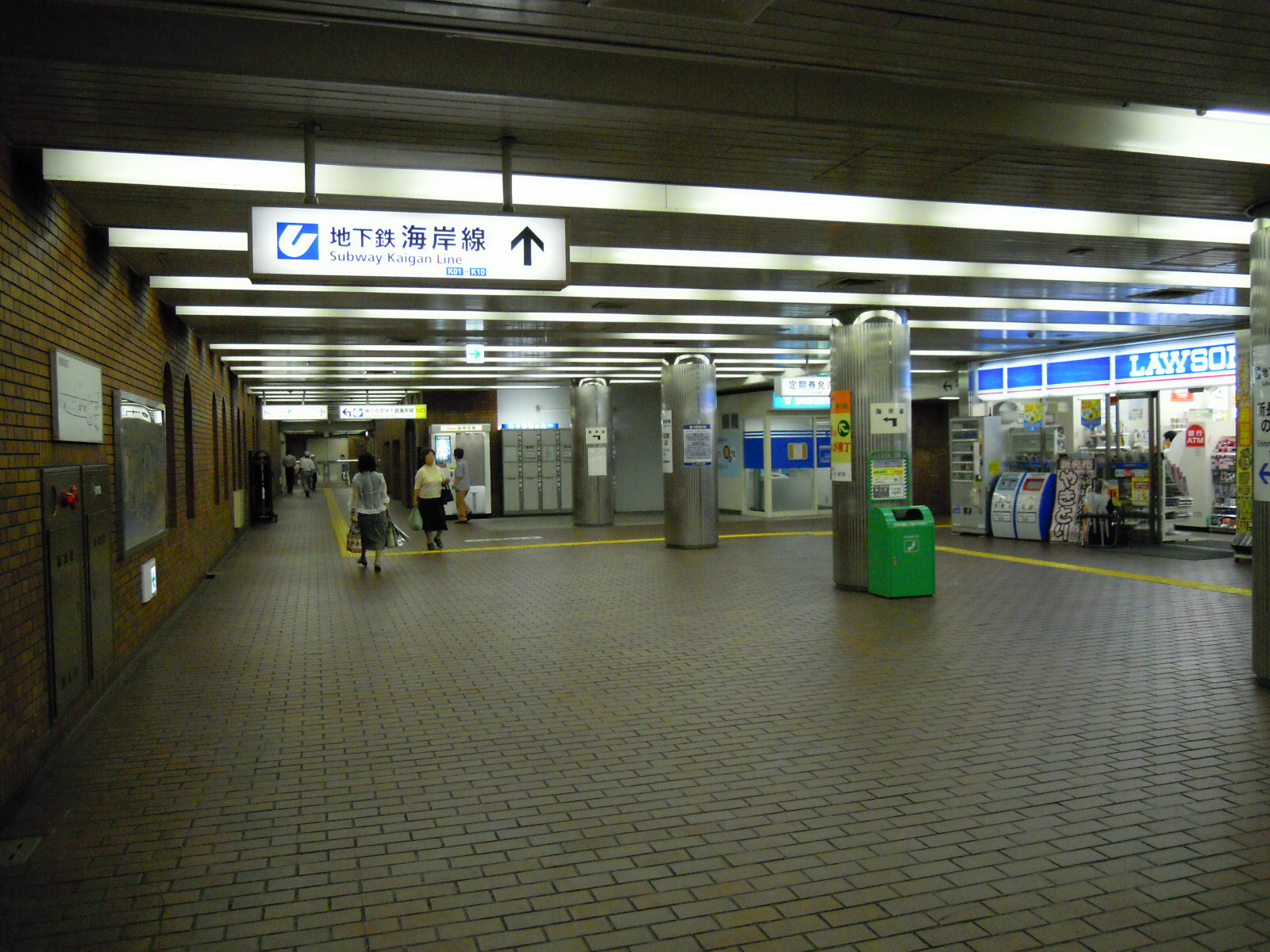
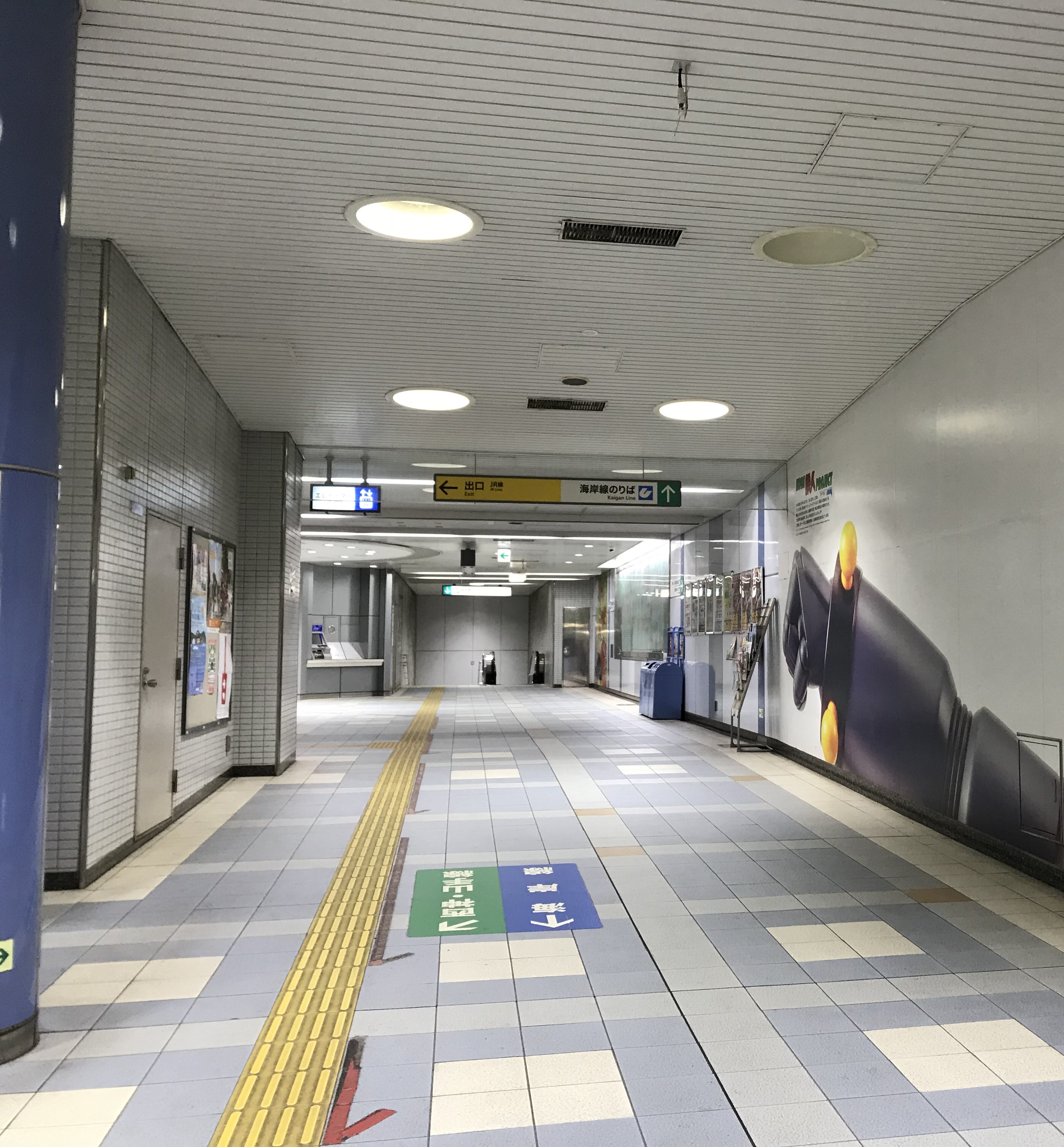
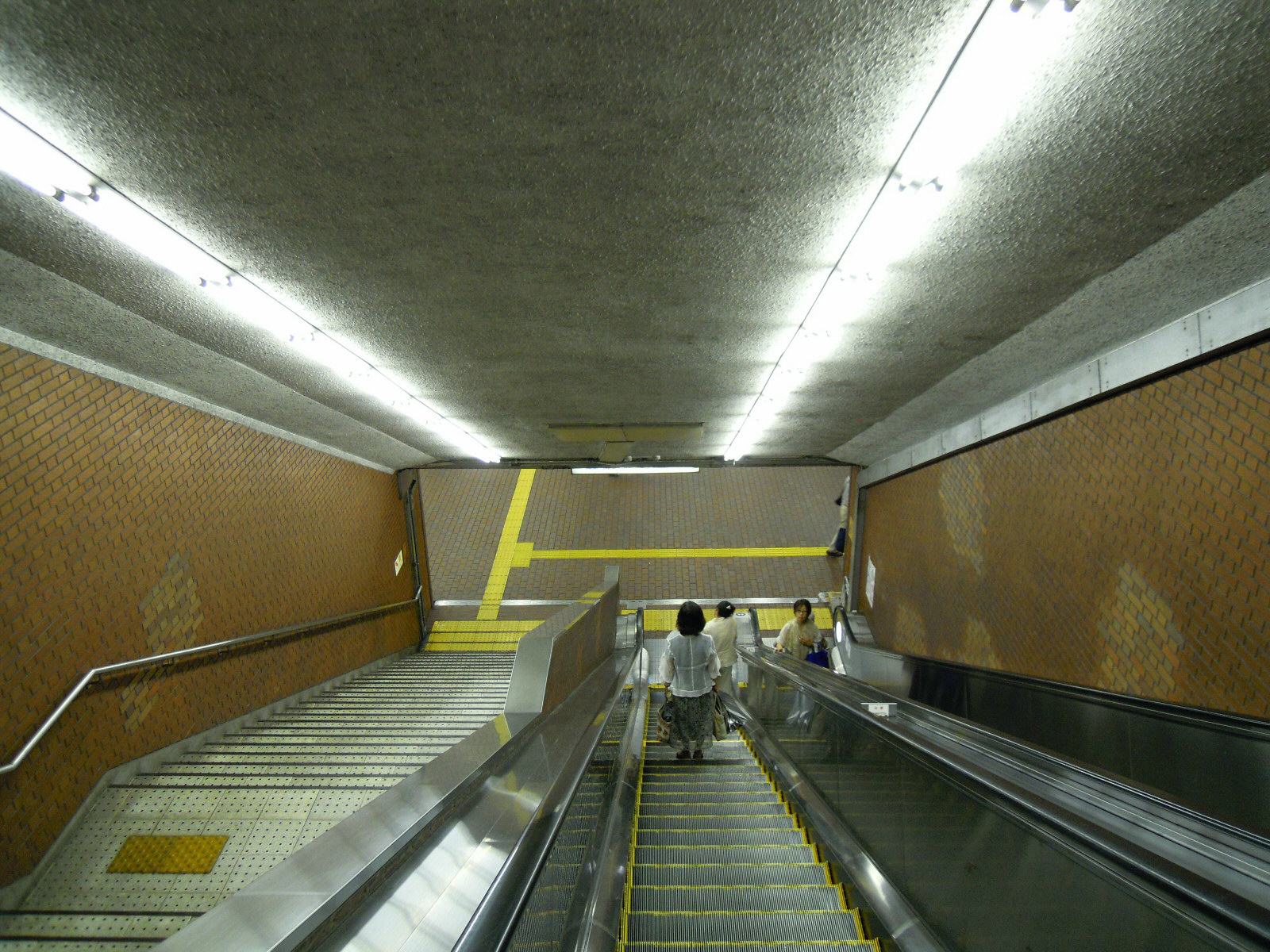

### Desserte
La station Myōdani est desservie par les rames des lignes Seishin-Yamate et Kaigan.

#### Ligne Seishin-Yamate
| N° de voie | Ligne          | Direction                      |
| ---------- | -------------- | ------------------------------ |
| 1          | Seishin-Yamate | Sannomiya・Shin-Kobe・Tanigami |
| 2          | Seishin-Yamate | Myōdani・Seishin-chūō          |

Installations et desserte
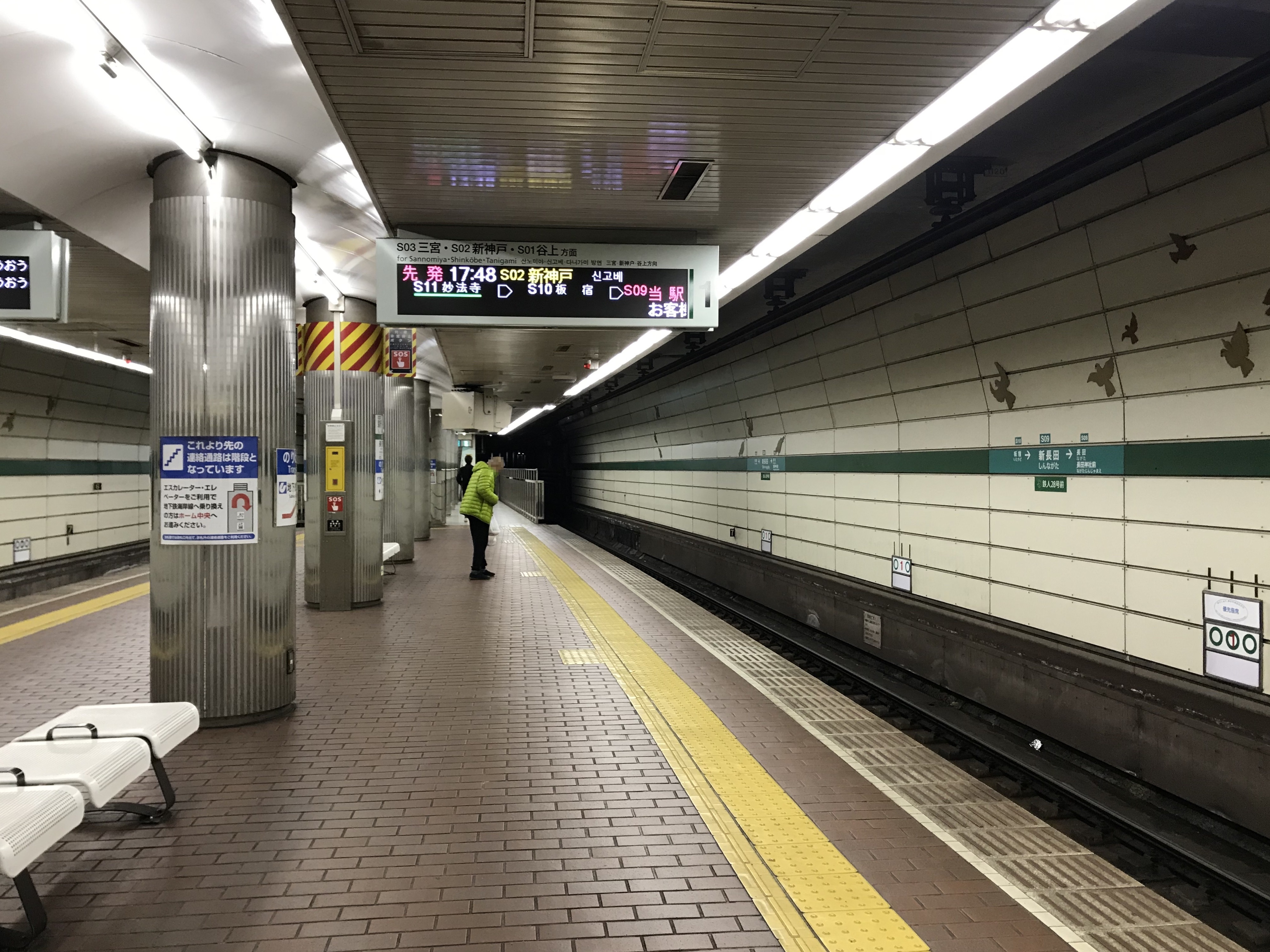
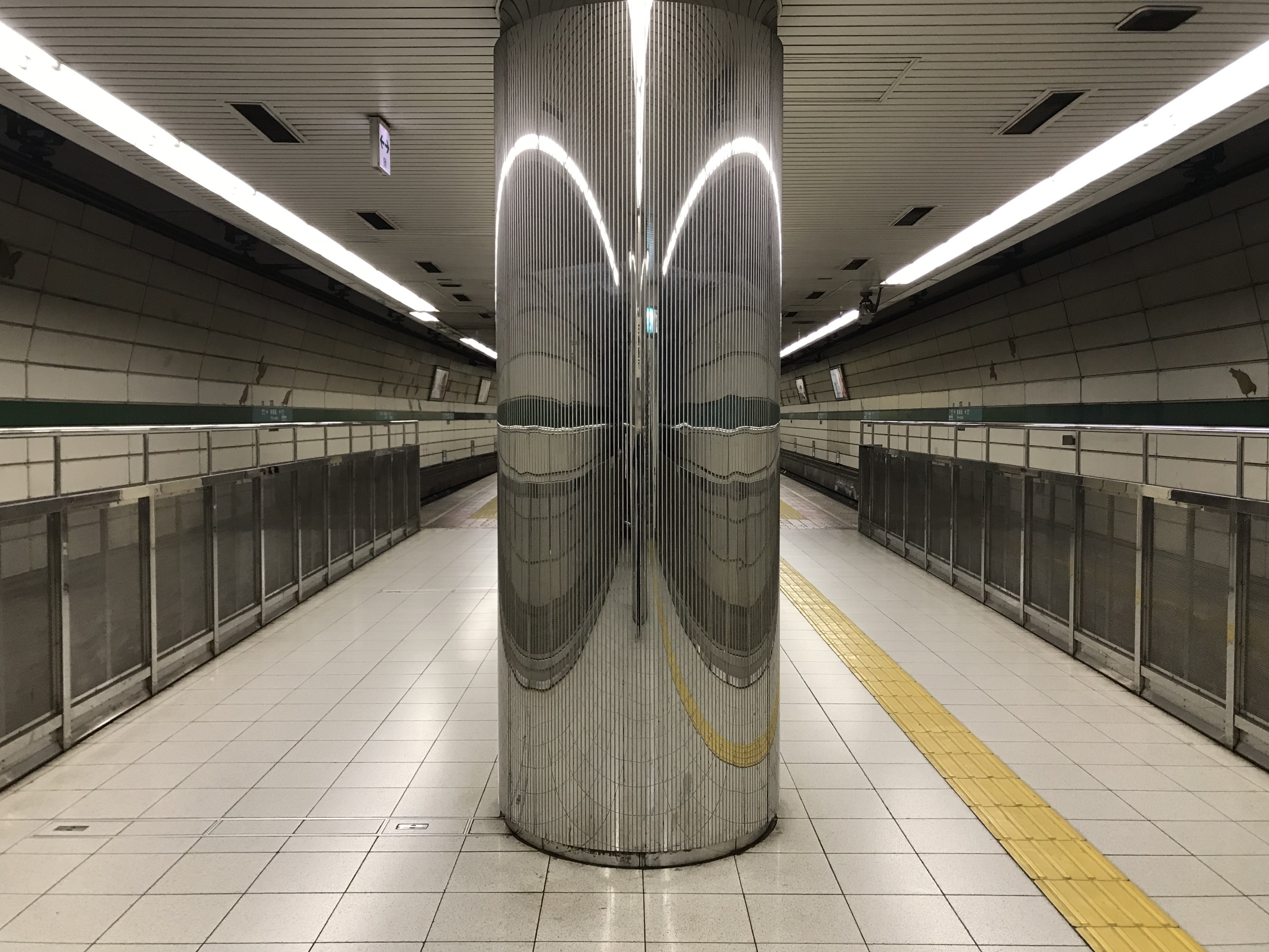
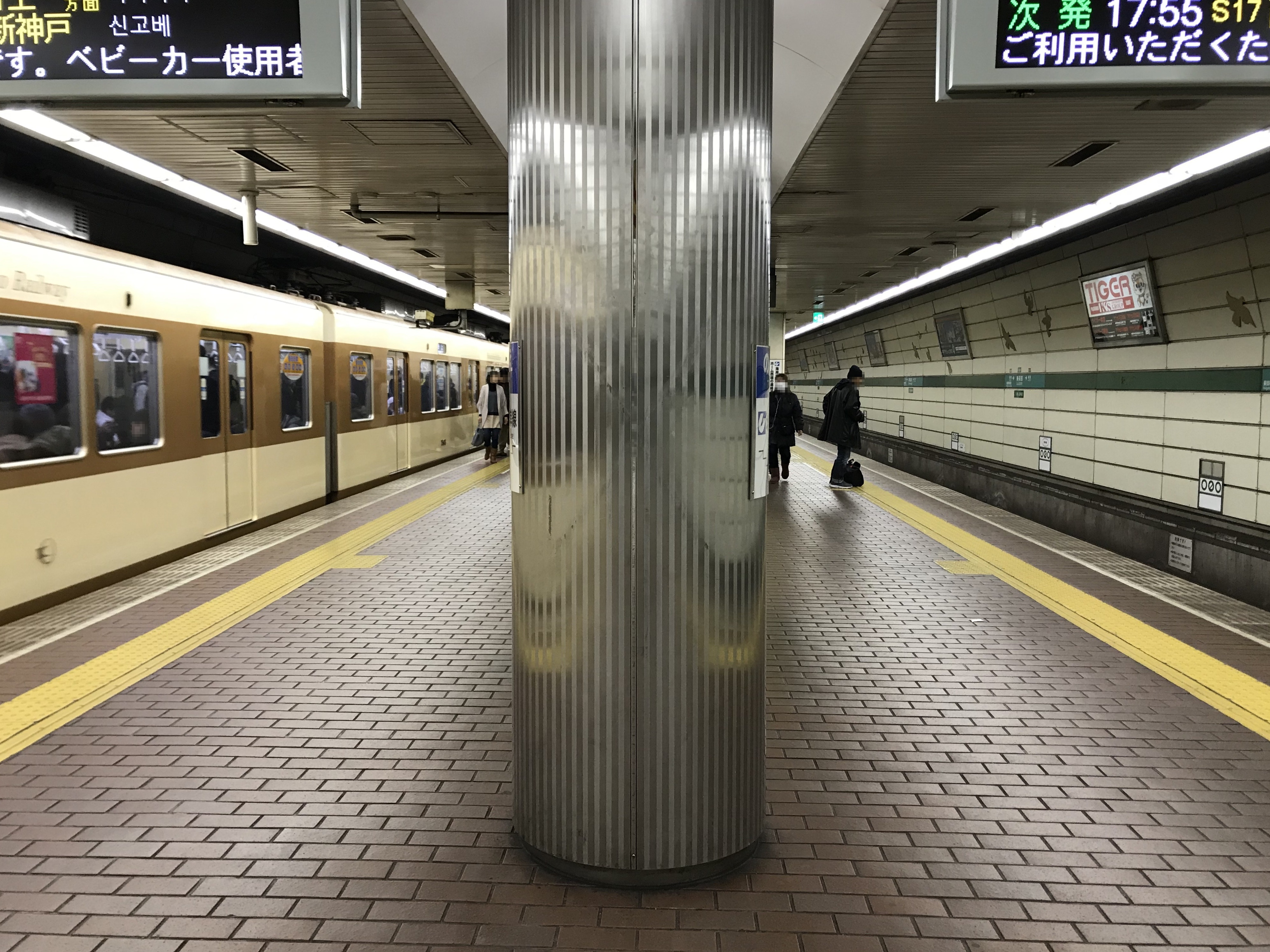

#### Ligne Kaigan
| N° de voie | Ligne  | Direction              |
| ---------- | ------ | ---------------------- |
| 1・2       | Kaigan | Sannomiya-Hanadokeimae |

Installations et desserte
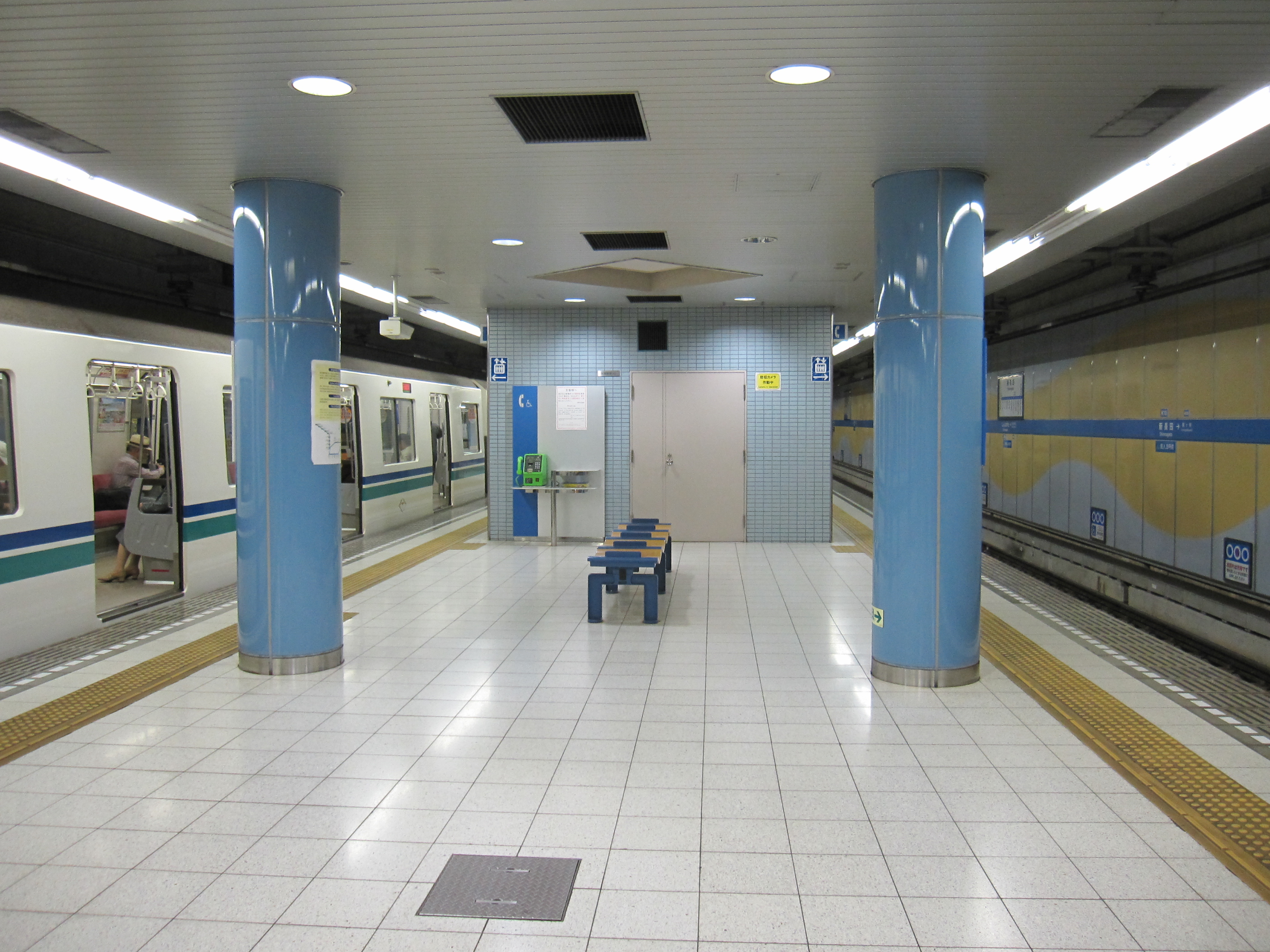
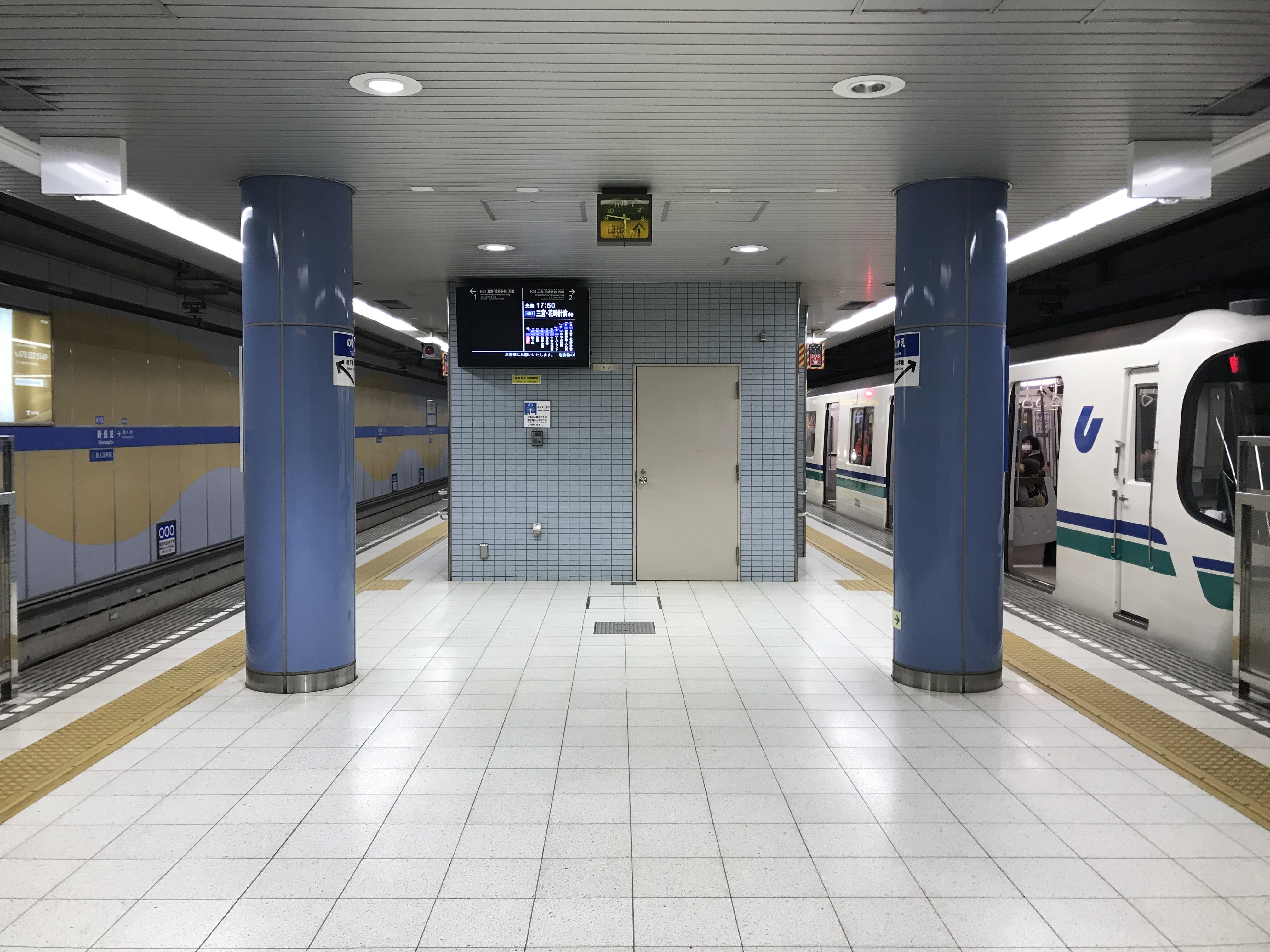
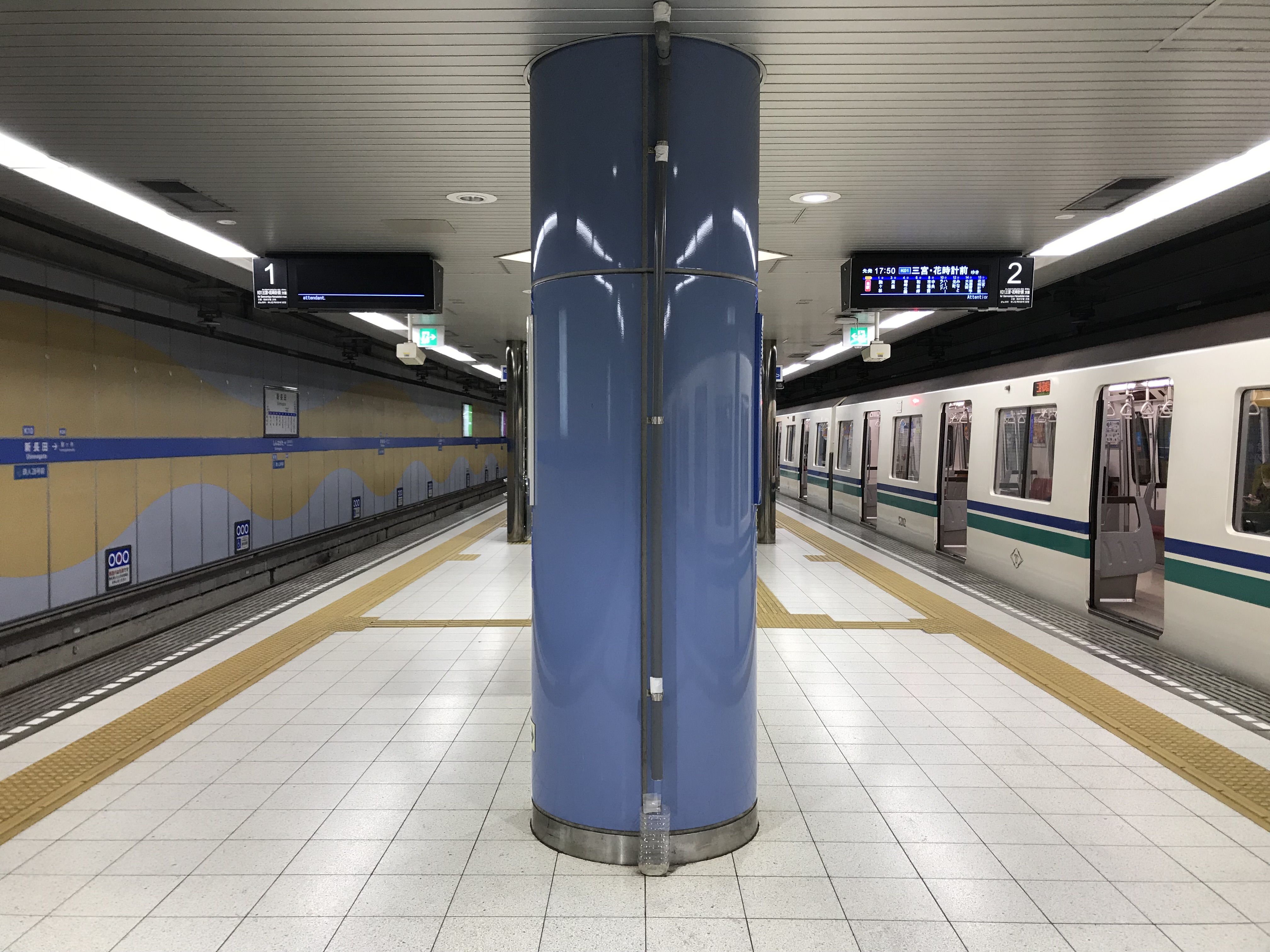